# Liste der Sicherheitsminister Namibias
Dies ist eine Liste der Sicherheitsminister Namibias (englisch Minister of Safety and Security).

## Minister
| Nr. | Foto                                                                                    | Name                                                                                    | Lebensdaten                                                                             | Partei                                                                                  | Kabinett                                                                                | Amtszeit (Beginn)                                                                       | Amtszeit (Ende)                                                                         |
| Minister für Gefängnisse und Strafvollzug Minister of Prisons and Correctional Services                                   | Minister für Gefängnisse und Strafvollzug Minister of Prisons and Correctional Services | Minister für Gefängnisse und Strafvollzug Minister of Prisons and Correctional Services | Minister für Gefängnisse und Strafvollzug Minister of Prisons and Correctional Services | Minister für Gefängnisse und Strafvollzug Minister of Prisons and Correctional Services | Minister für Gefängnisse und Strafvollzug Minister of Prisons and Correctional Services | Minister für Gefängnisse und Strafvollzug Minister of Prisons and Correctional Services | Minister für Gefängnisse und Strafvollzug Minister of Prisons and Correctional Services |
| --- | --------------------------------------------------------------------------------------- | --------------------------------------------------------------------------------------- | --------------------------------------------------------------------------------------- | --------------------------------------------------------------------------------------- | --------------------------------------------------------------------------------------- | --------------------------------------------------------------------------------------- | --------------------------------------------------------------------------------------- |
| 01 |                                                                                         | Marco Hausiku                                                                           | 1953–2021                                                                               | SWAPO                                                                                   | Nujoma II                                                                               | 1995                                                                                    | 2000                                                                                    |
| 01 | Nujoma III                                                                              | Marco Hausiku                                                                           | 1953–2021                                                                               | SWAPO                                                                                   | 2000                                                                                    | 2002                                                                                    |                                                                                         |
| 02 |                                                                                         | Andimba Toivo ya Toivo                                                                  | 1924–2017                                                                               | SWAPO                                                                                   | Nujoma III                                                                              | 2002                                                                                    | 2005                                                                                    |
| Minister für Sicherheit Minister of Safety and Security                                                                   |                                                                                         |                                                                                         |                                                                                         |                                                                                         |                                                                                         |                                                                                         |                                                                                         |
| 03 |                                                                                         | Peter Tsheehama                                                                         | 1941–2010                                                                               | SWAPO                                                                                   | Pohamba I                                                                               | 2005                                                                                    | 2008                                                                                    |
| 04 |                                                                                         | Nickey Iyambo                                                                           | 1936–2019                                                                               | SWAPO                                                                                   | Pohamba I                                                                               | 2008                                                                                    | 2010                                                                                    |
| 05 |                                                                                         | Nangolo Mbumba                                                                          | 1941–                                                                                   | SWAPO                                                                                   | Pohamba II                                                                              | 2010                                                                                    | 2012                                                                                    |
| 06 |                                                                                         | Immanuel Ngatjizeko                                                                     | 1952–2022                                                                               | SWAPO                                                                                   | Pohamba II                                                                              | 2012                                                                                    | 2015                                                                                    |
| 07 |                                                                                         | Charles Namoloh                                                                         | 1950 –                                                                                  | SWAPO                                                                                   | Geingob I                                                                               | 2015                                                                                    | 2021                                                                                    |
| Minister für Innere Angelegenheiten, Einwanderung und Sicherheit Minister of Home Affairs, Immigration, Safety & Security |                                                                                         |                                                                                         |                                                                                         |                                                                                         |                                                                                         |                                                                                         |                                                                                         |
| 08 |                                                                                         | Albert Kawana                                                                           | 1956–                                                                                   | SWAPO                                                                                   | Geingob II Mbumba                                                                       | 2021                                                                                    | 2025                                                                                    |
| 09 |                                                                                         | Lucia Iipumbu                                                                           | 1975–                                                                                   | SWAPO                                                                                   | Nandi-Ndaitwah                                                                          | 2025                                                                                    |                                                                                         |